# Бельжика (гори)
Бельжика (фр. Montagnes Belgica англ. Belgica Mountains) — гірський хребет у східній частині Землі Королеви Мод у Східній Антарктиді, за 300 км від берега моря Рісер-Ларсена.
Хребет простягається з півночі на південь на 40 км у вигляді окремих вершин, що піднімаються над поверхнею льодовикового щита на 100—300 м. Абсолютна висота вершин перевищує 2000 м, найвища точка — гора Віктор (2590 (2588)) м. Гори складені гнейсами і кристалічними сланцями.
Гори були відкриті 1958 року бельгійською антарктичною експедицією і названі на честь експедиційного корабля бельгійської антарктичної експедиції 1897-1899 років, яку очолював Адрієн де Жерлаш.